# Dritëro Agolli
Dritëro Agolli (13 de outubro de 1931 – 3 de fevereiro de 2017) foi um poeta albanês.
Agolli estudou o primário em Gjirokastër e concluiu os estudos de jornalismo na Universidade Estatal de São Petersburgo (na época chamada Leningrado), na década de 1950. De volta a Albânia, viveu em Tirana onde escreveu para o jornal Zëri i Popullit, controlado pelo Partido do Trabalho da Albânia. Seus primeiros poemas foram publicados em 1958.
Em suas obras, tanto as poesias como os contos e novelas, idealiza o sistema comunista e ao que chama de "novo homem", figura que os comunistas albaneses colocaram como meta.[carece de fontes?]
Agolli morreu de doença pulmonar em 3 de fevereiro de 2017, em Tirana, aos 85 anos.